# Harpa Þorsteinsdóttir
Harpa Þorsteinsdóttir (Garðabær, 27 giugno 1986) è una calciatrice islandese, attaccante dello Stjarnan e della nazionale islandese.

## Carriera

### Nazionale
Grazie alle sue prestazioni in campionato, Harpa Þorsteinsdóttir entra nel giro delle nazionali islandesi prima del compimento dei 17 anni d'età, passando per la trafila delle giovanili Under-17, dove fa il suo debutto il 4 luglio 2002, passando quindi all'Under-19 l'anno successivo e alla formazione Under-21, nella quale disputa tre incontri tutti nel 2006.
Sempre nel 2006 viene inserita in rosa con la nazionale maggiore, facendo il suo debutto il 9 marzo di quell'anno nell'amichevole persa per 1-0 con le avversarie dell'Inghilterra. Da allora è stata regolarmente convocata, venendo impiegata all'edizione 2007 dell'Algarve Cup e in tutte le successive, torneo dove contribuisce a raggiungere la finale nel 2011, persa con gli Stati Uniti d'America per 4-2, e due terzi posti, nel 2014 e 2016.
Viene inoltre impiegata dalle qualificazioni delle edizioni del campionato europeo contribuendo all'accesso alla fase finale in tutte le due edizioni alla quale ha partecipato, concludendo a Finlandia 2009 con l'eliminazione durante la fase a gironi e raggiungendo i quarti di finale a Svezia 2013. Manca invece la qualificazione ai mondiali di Germania 2011 e Canada 2015

## Palmarès

### Club
- Campionato islandese: 4

Stjarnan: 2011, 2013, 2014, 2016
- Coppa d'Islanda: 2

Stjarnan: 2012, 2014
- Supercoppa islandese: 2

Stjarnan: 2012, 2015

### Individuale
- Capocannoniere Úrvalsdeild kvenna: 2

2013 (28 reti), 2014 (27 reti)
- Calciatrice islandese dell'anno: 1

2014